# Manic Depression (piosenka)
Manic Depression – piosenka z 1967 roku napisana przez amerykańskiego muzyka Jimiego Hendriksa, po raz pierwszy opublikowana na albumie Are You Experienced (1967).
Tytuł piosenki to jedna z angielskich nazw choroby maniakalno-depresyjnej.
W trakcie jednej z konferencji w Londynie, menedżer i członek grupy The Jimi Hendrix Experience, Chas Chandler, zwrócił Hendriksowi uwagę, że zachowuje się jak depresyjny maniak. Następnego dnia Hendrix skomponował ten utwór.
Cover tej piosenki wykonał między innymi zespół Red Hot Chili Peppers.